# Château-ferme de Falnuée
 (octobre 2017).
Si vous disposez d'ouvrages ou d'articles de référence ou si vous connaissez des sites web de qualité traitant du thème abordé ici, merci de compléter l'article en donnant les références utiles à sa vérifiabilité et en les liant à la section « Notes et références ».

Le château-ferme de Falnuée est un complexe d'ancienne résidence seigneuriale avec ferme situé en Wallonie au confluent de l’Orneau et de la Ligne. Il se trouve à deux kilomètres au sud de Mazy, un village situé à 6 kilomètres au sud de la ville de Gembloux, en Belgique. En 1987 ferme et terrain furent réaffectés en centre sportif et parcours de golf : le golf de Falnuée. La 'résidence' fut transformée en hôtel-restaurant.

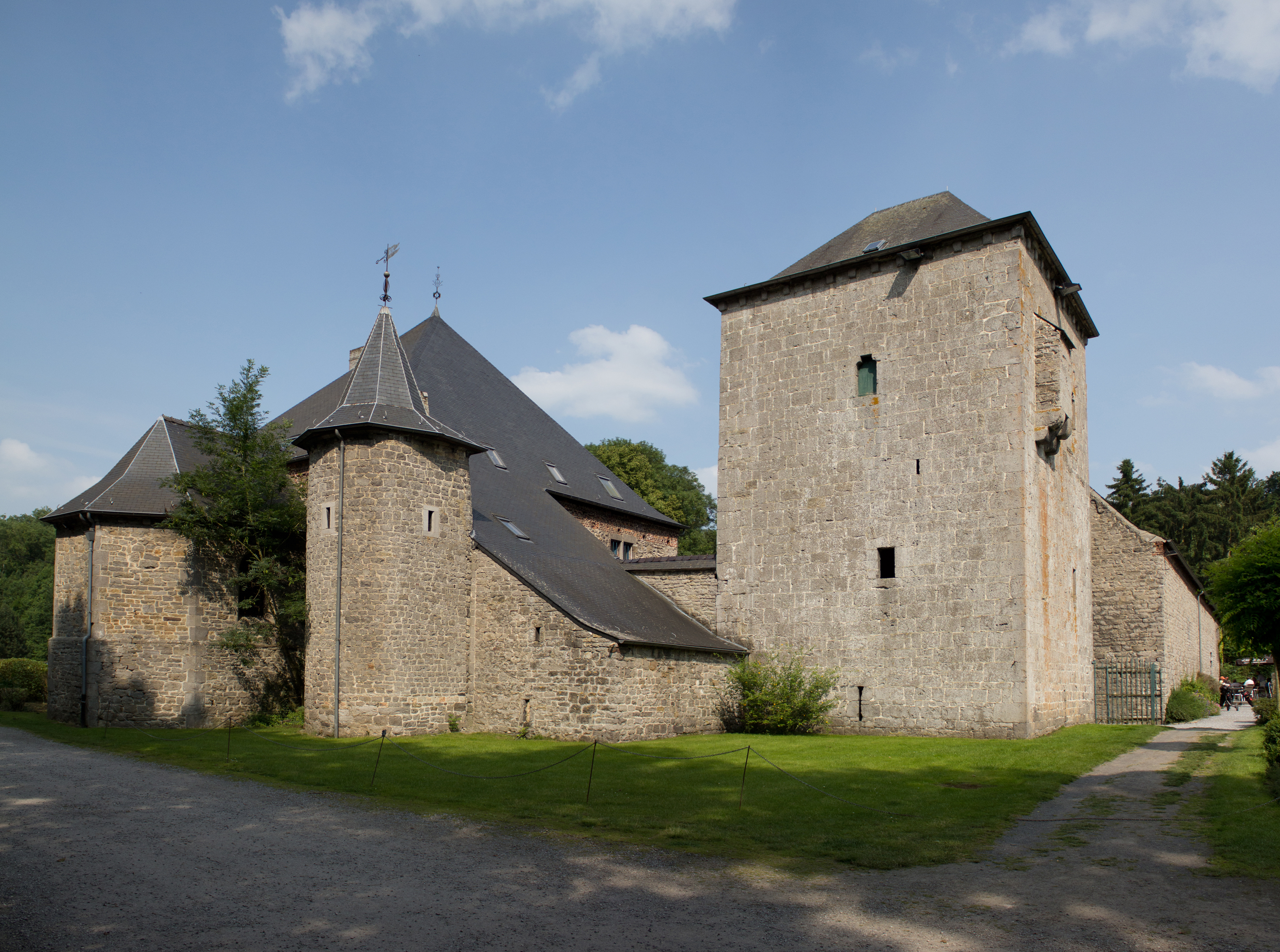
Le château-ferme de Falnuée

## Histoire

### Défenses du Comté de Namur
L’endroit, relativement encaissé, ayant une valeur stratégique un donjon y fut construit durant la seconde moitié du XIIIe siècle, probablement vers 1285. La première mention écrite s’y rapportant date de 1343.
Érigé aux confins du duché de Brabant, et du comté de Namur, le donjon de Falnuée exerçait une mission de guet aux confins du comté de Namur. La région de Gembloux servait de limite entre le duché de Brabant et le comté de Namur. Les systèmes défensifs s’y opposaient.
Le donjon de Falnuée faisait partie du système défensif du comté de Namur qui possédait d’autres endroits fortifiés dans notre région :
- Le château de Golzinne (à Bossière), situé à la limite occidentale du comté de Namur, dominait la vallée du Ripjoux et contrôlait la seule route médiévale menant de Namur à Gembloux. Ce château abritait une garnison permanente commandée par un châtelain désigné par le comte de Namur. Il fut détruit en 1430 par les troupes du Prince-évêque de Liège, Jean de Heinsberg, et ne fut jamais reconstruit.
- Au XIIe siècle, un donjon carré entouré d’une première enceinte fut construit sur le site de Mielmont (Onoz). Un château comportant cinq tourelles et une seconde enceinte, y fut bâti au XIIIe siècle.
- Construite vers 1225, la haute tour de Villeret (Saint-Martin) assumait également une mission de guet en faveur du comte de Namur. Elle surveillait principalement le château de Corroy-le-Château.
- À Froidmont, un hameau de Moustier-sur-Sambre, un château existait déjà au XIIIe siècle. Il surveillait la Sambre et son affluent, l’Orneau. Il fut détruit par des soldats français en 1690.

### Défenses du Duché de Brabant
Face aux positions fortifiées du comté de Namur, le duché de Brabant présentait un dispositif défensif important.
- Devant la menace constituée par les agressions du comte de Namur, le souverain des Germains, Frédéric I Barberousse, autorisa en 1152 la ville de Gembloux à s’entourer de remparts. Dès 1156, la ville était entourée de remparts flanqués de tours et couvrant une superficie de 7 ha.
- Le Château de Corroy-le-Château date du XIIIe siècle et fut construit par la famille Vianden pour se prémunir contre les agressions des comtes de Namur. Cet important château de plaine n’était situé qu’à cinq kilomètres du château des comtes de Namur à Golzinnes et qu’à moins de vingt kilomètres du château principal de ces dynastes à Namur.
- Le château de Sombreffe, édifié vers la fin du XIIe siècle, surveillait la frontière méridionale du duché de Brabant.

Si le comté de Namur était peu étendu et enclavé dans la principauté de Liège, le duché de Brabant dépassait de loin l’importance actuelle de la province de Brabant. Il comprenait quatre grands quartiers regroupant des villes comme Louvain, Tirlemont, Bruxelles, Wavre, Nivelles, Anvers, Breda, Tilburg et Eindhoven.

### Unification des seigneuries
Falnuée, comme les autres, perdit son utilité militaire lors de l’unification des seigneuries méridionales par Philippe Le Bon qui devint comte de Namur en 1429, duc de Brabant en 1430 et comte de Hainaut en 1433. Les tours fortifiées et châteaux furent progressivement aménagés en résidences plus confortables.

## Seigneurie de Falnuée
Au début du XIIIe siècle existaient à Falnuée des alleux, c’est-à-dire des terres non inféodées. Ces domaines finirent par entrer en possession de Henri de Falnuée. Guillaume I, comte de Namur de 1337 à 1391, accorda à ce dernier le droit de pêche sur trois rivières : l’Orneau, de Vichenet à Falnuée, la Ligne, du bois de Saint-Martin à Falnuée, le Ripjoux, de sa sortie de Golzinne jusqu’à Mazy.
Les possessions de Henri de Falnuée et ses droits constituèrent un fief. Le vassal rendit hommage à son suzerain, le comte de Namur, le 31 mars 1344. Falnuée devint alors une seigneurie foncière. Le seigneur de Falnuée y exerçait la basse justice relative aux litiges concernant les propriétés. Cette seigneurie foncière s’étendait sur près de 120 bonniers de terres et 45 de bois. (Le bonnier, dans la région namuroise, valait 94 ares et 61 ca.)
Le 'château-Ferme de Falnuée' constituait le siège de la seigneurie foncière. Les manants de l’endroit étaient redevables à leur seigneur foncier d’un setier d’avoine et d’une poule à la Noël. (Un setier vaut un peu moins d’un demi-litre). Le comte de Namur resta cependant durant tout le Moyen Âge le seigneur hautain de Falnuée. Il y exerçait la haute justice relative aux crimes et percevait les droits seigneuriaux.

### Succession
La seigneurie foncière de Falnuée constituée au profit d’Henri de Falnuée fut tenue ensuite par diverses familles. Le 10 avril 1456, Jean, bâtard du comte de Namur et seigneur de Trivières, obtint le fief par saisie. Ses descendants le conservèrent jusqu’au milieu du XVIIe siècle. Par la suite, cette seigneurie foncière de Falnuée échut à d’autres familles.
En 1651, elle fut acquise par Agnès de Davre, dame de Mielmont, puis fut cédée à un De Franquen, puis à Pierre Roose, baron de Leeuw et seigneur de Spy en 1715. Au milieu du XVIIIe siècle, la seigneurie foncière de Falnuée devint la propriété de la famille de Coloma.
En 1626, Philippe IV, roi d’Espagne et, à ce titre, 'comte de Namur', renonça à l’exercice de la haute justice à Mazy. La seigneurie hautaine de Mazy, Monceau (hameau de Mazy situé entre ce village et Bossière sur la rive gauche du Ripjoux) et Falnuée fut constituée et engagée, c’est-à-dire vendue avec faculté de rachat par le souverain pour la somme de 4600 florins à François-Lamoral de Sainte-Aldegonde, baron de Noircarmes.
En 1680, la fille de cet acquéreur vendit cette seigneurie hautaine à Charles Pellissonnier, un noble dont la famille possédait une origine bourguignonne.
En 1726, une petite-fille de Charles Pellissonnier épousa un membre de la famille de Meldeman de Boure. Celle-ci conserva la seigneurie hautaine jusqu’à sa suppression qui interviendra lorsque l’État révolutionnaire français annexera les Pays-Bas méridionaux et y abolira l’Ancien Régime.

### XIXeetXXesiècles
Le dernier seigneur hautain de Mazy, Monceau et Falnuée fut le général-major Albert-Eugène de Meldeman. Il mourut en 1814 et fut inhumé dans l’église de Bossière. Dès lors, le château-ferme fut exclusivement affectée à l’agriculture. Ses bâtiments furent classés en 1976.
Rachetés en 1987 par la S.C. 'Ferme-Château de Falnuée', les constructions et les terrains environnants ont été réaffectés en golf, ce qui a permis la restauration d'une grande partie des bâtiments.